# Filmografia di Roscoe Arbuckle

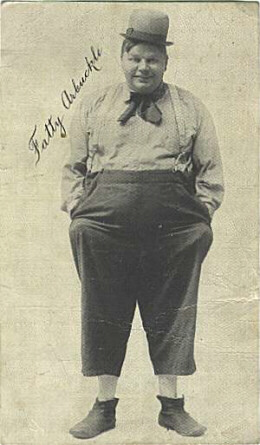
Roscoe Arbuckle nei panni di "Fatty" nel 1919

La filmografia di Roscoe "Fatty" Arbuckle va dal 1909 al 1932. Come regista, dal 1924 in poi ha usato il nome d'arte di William Goodrich.

## Attore

### 1909-1912
- Ben's Kid, regia di Francis Boggs - cortometraggio (1909)
- Mrs. Jones' Birthday - cortometraggio (1909)
- Making It Pleasant for Him - cortometraggio (1909)
- The Sanitarium, regia di Tom Santschi - cortometraggio (1910)
- A Voice from the Deep, regia di Mack Sennett - cortometraggio (1912)

### 1913
- Safe in Jail, regia di Mack Sennett - cortometraggio (1913)
- Murphy's I.O.U., regia di Henry Lehrman - cortometraggio (1913)
- Alas! Poor Yorick!, regia di Colin Campbell - cortometraggio (1913)
- The Foreman of the Jury
- The Gangsters
- Passions, He Had Three, regia di Henry Lehrman - cortometraggio (1913)
- Help! Help! Hydrophobia!, regia di Henry Lehrman - cortometraggio
- The Waiters' Picnic
- Peeping Pete, regia di Mack Sennett - cortometraggio (1913)
- A Bandit, regia di Mack Sennett - cortometraggio (1913)
- For the Love of Mabel
- The Telltale Light
- A Noise from the Deep
- Love and Courage
- Professor Bean's Removal
- Almost a Rescue, regia di Al Christie - cortometraggio (1913)
- The Riot, regia di Mack Sennett - cortometraggio (1913)
- Mabel's New Hero
- Mabel's Dramatic Career
- The Gypsy Queen
- The Faithful Taxicab
- When Dreams Come True
- Mother's Boy
- Fatty's Day Off
- Two Old Tars
- A Quiet Little Wedding
- The Speed Kings
- Fatty at San Diego
- Wine
- Fatty Joins the Force
- The Woman Haters, regia di Henry Lehrman (1913)
- A Ride for a Bride
- Fatty's Flirtation
- His Sister's Kids
- Some Nerve
- He Would a Hunting Go

### 1914
- A Misplaced Foot
- Caught in a Flue
- The Under-Sheriff
- A Flirt's Mistake
- In the Clutches of the Gang
- Rebecca's Wedding Day
- A Robust Romeo
- Twixt Love and Fire
- Charlot entra nel cinema (A Film Johnnie), regia di George Nichols (1914)
- Charlot al ballo
- Charlot troppo galante (His Favorite Pastime)
- A Rural Demon
- Barnyard Flirtations[1]
- Chicken Chaser[1]
- A Bath House Beauty[1]
- Where Hazel Met the Villain[1]
- A Suspended Ordeal[1]
- The Water Dog[1]
- The Alarm[1]
- Our Country Cousin
- Charlot e la partita di boxe (The Knockout), regia di Mack Sennett (1914)
- Fatty and the Heiress[1]
- Fatty's Finish[1]
- Love and Bullets[1]
- A Rowboat Romance[1]
- The Sky Pirate, regia di Roscoe 'Fatty' Arbuckle e Edward Dillon (1914)[1]
- Those Happy Days[1]
- That Minstrel Man[1]
- Those Country Kids[1]
- Fatty's Gift[1]
- Charlot sulla scena
- Charlot in cerca di lavoro (His New Profession), regia di Charlie Chaplin (1914)
- The Baggage Smasher (1914)
- A Brand New Hero[1]
- Charlot si diverte (The Rounders), co-regia di Charlie Chaplin (1914)[1]
- Lover's Luck[1]
- Fatty's Debut[1]
- Killing Horace
- Fatty Again[1]
- Their Ups and Downs, regia di Roscoe 'Fatty' Arbuckle (1914)

- Zip, the Dodger[1]
- Lovers' Post Office[1]
- An Incompetent Hero[1]
- Fatty's Jonah Day[1]
- Fatty's Wine Party[1]
- The Sea Nymphs[1]
- Among the Mourners
- Leading Lizzie Astray [1]
- Shotguns That Kick[1]
- Fatty's Magic Pants[1]
- Fatty and Minnie He-Haw [1]

### 1915
- Mabel and Fatty's Married Life [1]
- Rum and Wall Paper
- Mabel and Fatty's Wash Day [1]
- Mabel, Fatty and the Law [1]
- Mabel and Fatty's Simple Life [1]
- Fatty and Mabel at the San Diego Exposition [1]
- Fatty's New Role [1]
- Hogan's Romance Upset
- Fatty's Reckless Fling [1]
- Fatty's Chance Acquaintance[1]
- Fatty's Faithful Fido[1]
- That Little Band of Gold[1]
- Wished on Mabel
- When Love Took Wings[1]
- Mabel's Wilful Way
- Miss Fatty's Seaside Lovers[1]
- Fatty's Plucky Pup[1]
- The Little Teacher
- Fatty's Tintype Tangle[1]
- Fickle Fatty's Fall[1]
- A Village Scandal[1]
- Fatty and the Broadway Stars[1]
- Mabel and Fatty Viewing the World's Fair at San Francisco[1]

### 1916
- Fatty and Mabel Adrift[1]
- He Did and He Didn't[1]
- Bright Lights[1]
- His Wife's Mistakes[1]
- The Other Man
- The Waiters' Ball[1]
- A Creampuff Romance[1]

### 1917
- Fatty macellaio (The Butcher Boy)[1]
- A Reckless Romeo[1]
- The Rough House[1]
- La sua notte di nozze (His Wedding Night)[1]
- The Late Lamented, regia di Harry Williams (1917)
- Oh Doctor![1]
- Coney Island[1]
- A Country Hero, regia di Roscoe 'Fatty' Arbuckle (1917)

### 1918
- A Scrap of Paper[1]
- Out West[1]
- The bell boy[1]
- Chiaro di luna (Moonshine)[1]
- Buonanotte, infermiera (Good Night, Nurse!)[1]
- The Cook[1]
- The Sheriff[1]

### 1919
- Camping Out (1919)[1]
- The Pullman Porter[1]
- Love[1]
- The Bank Clerk[1]
- A Desert Hero[1]
- Back Stage[1]
- The Hayseed[1]
- The Garage[1]

### 1920
- The Round-Up, regia di George Melford (1920)
- Life of the Party

### 1921
- Leap Year[1]
- Fatty e i suoi milioni (Brewster's Millions)
- The Dollar-a-Year Man
- Traveling Salesman, regia di Joseph Henabery (1921)
- Gasoline Gus
- Crazy to Marry, regia di James Cruze (1921)

### 1922-1933
- The Fast Freight, regia di James Cruze (1922)
- Hollywood, regia di James Cruze (1923)
- Notte nuziale (A Sainted Devil) (1924)
- Io e la vacca (Go West) (1925)
- Listen Lena (1927)
- The Back Page (1931) [1]
- Hey, Pop! (1932)
- In the Dough (1932)
- Buzzin' Around (1933)
- How've You Bean? (1933)
- Close Relations (1933)
- Tomalio (1933)

## Come regista

### 1915-1916
- Mabel and Fatty Viewing the World's Fair at San Francisco (1915)
- Mabel, Fatty and the Law (1915)
- The Moonshiners (1916)

### 1922
- Special Delivery

### 1924
- Stupid, But Brave

### 1925
- The Iron Mule
- Curses!
- The Tourist
- The Movies
- Cleaning Up
- The Fighting Dude

### 1926
- My Stars
- Home Cured
- Fool's Luck
- His Private Life
- One Sunday Morning

### 1927
- The Red Mill (1927)
- Peaceful Oscar
- Il postino (Special Delivery)

### 1930
- Si Si Senor
- Won by a Neck
- Up a Tree

### 1931
- Three Hollywood Girls
- Marriage Rows
- Pete and Repeat
- Ex-Plumber
- Crashing Hollywood (1931)
- Windy Riley Goes Hollywood
- The Lure of Hollywood
- That's My Line
- Honeymoon Trio
- Up Pops the Duke
- Beach Pajamas (1931)
- Take 'em and Shake 'em
- That's My Meat
- One Quiet Night
- Queenie of Hollywood
- Once a Hero
- The Tamale Vendor
- Idle Roomers
- Smart Work

### 1932
- It's a Cinch
- Moonlight and Cactus (1932)
- Keep Laughing
- Anybody's Goat
- Bridge Wives
- Hollywood Luck
- Hollywood Lights
- Gigolettes
- Niagara Falls

### Film o documentari dove appare Roscoe Arbuckle
- The Casting Couch, regia di John Sealey - video con filmati di repertorio (1995)

### Cortometraggi con Buster Keaton
Film di due bobine, della durata tra i 15 e i 20 minuti della Comique Foil Corp. interpretati da Keaton e scritti e diretti da Roscoe "Fatty" Arbuckle, tranne ove indicato:
- Fatty macellaio (The Butcher Boy) (aprile 1917)
- A Reckless Romeo (maggio 1917)
- La casa tempestosa (The Rough House) (giugno 1917), scritto e diretto da Buster Keaton
- Le nozze di Fatty (His Wedding Night) (agosto 1917)
- Oh, dottore (Oh? Doctor!) (settembre 1917)
- Fatty alla festa (Coney Island) (ottobre 1917)
- A Country Hero, regia di Roscoe 'Fatty' Arbuckle (1917)
- Nel West (Out West) (gennaio 1918)
- Il fattorino (The Bell Boy) (marzo 1918)
- Chiaro di luna (Moonshine) (maggio 1918)
- Buonanotte, infermiera (Goodnight, Nurse) (luglio 1918)
- Il cuoco (The Cook) (settembre 1918)
- Fatty attore (Backstage) (settembre 1919)
- Il rustico (The Hayseed) (ottobre 1919)
- Il garage (The Garage) (dicembre 1919)